# District de Palma
Le district de Palma est une subdivision administrative de la province de Cabo Delgado au nord du Mozambique. En 2015, sa population est de 52 269 habitants.

## Source de la traduction
- (en) Cet article est partiellement ou en totalité issu de l’article de Wikipédia en anglais intitulé « Palma District » (voir la liste des auteurs).